# Krokträsket (Råneå socken, Norrbotten, 735120-178645)
Krokträsket är en sjö i Luleå kommun i Norrbotten och ingår i Råneälvens huvudavrinningsområde. Sjön har en area på 0,109 kvadratkilometer och ligger 124,3 meter över havet. Sjön avvattnas av vattendraget Bjurån.

## Delavrinningsområde
Krokträsket ingår i det delavrinningsområde (735184-178614) som SMHI kallar för Utloppet av Krokträsket. Medelhöjden är 148 meter över havet och ytan är 4,59 kvadratkilometer. Räknas de 6 avrinningsområdena uppströms in blir den ackumulerade arean 46,19 kvadratkilometer. Bjurån som avvattnar avrinningsområdet har biflödesordning 2, vilket innebär att vattnet flödar genom totalt 2 vattendrag innan det når havet efter 48 kilometer. Avrinningsområdet består mestadels av skog (89 procent). Avrinningsområdet har 0,11 kvadratkilometer vattenytor vilket ger det en sjöprocent på 2,4 procent.